# 아이패드 (1세대)

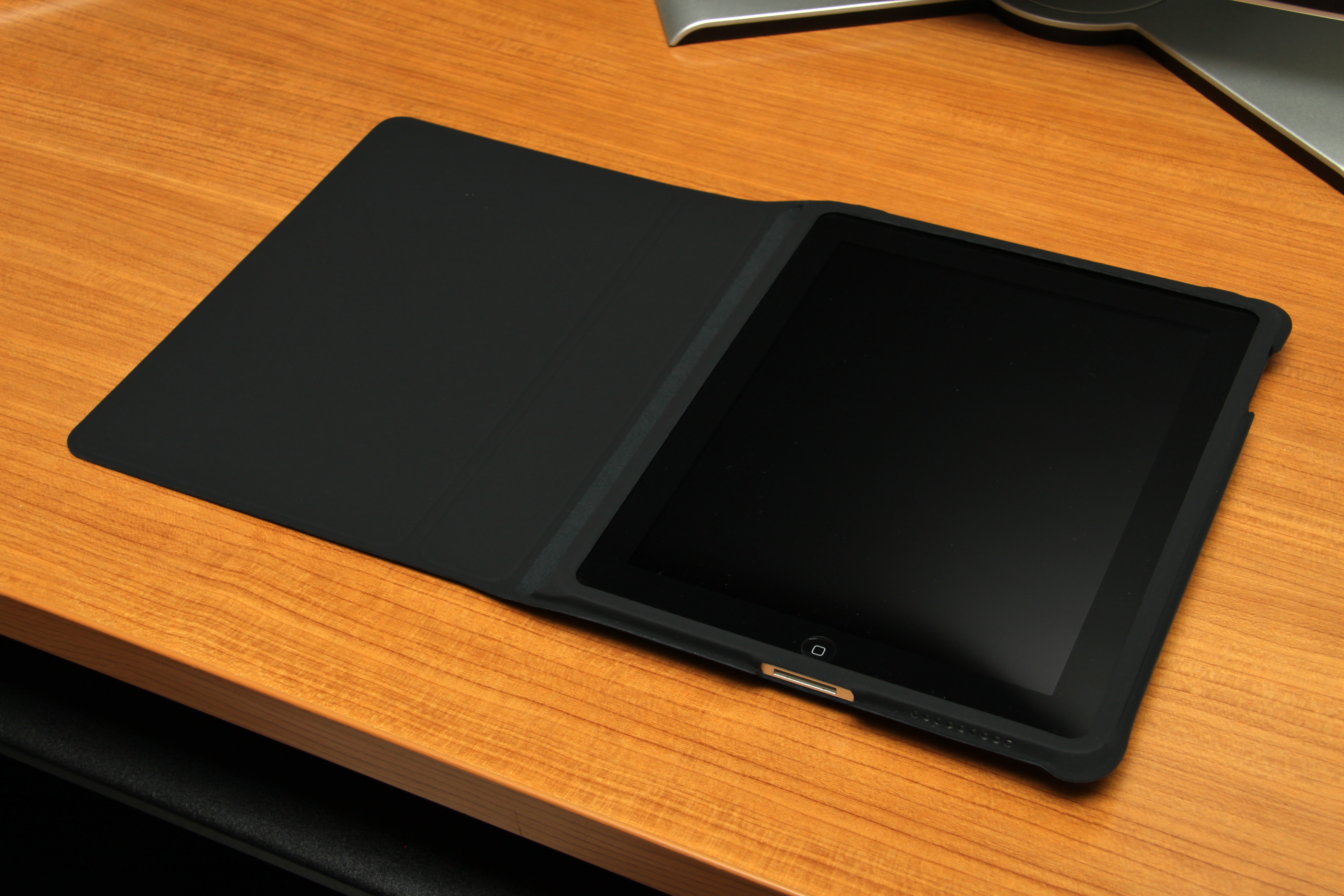
검정 케이스에 담겨 있는 아이패드 1세대

아이패드(iPad)는 아이패드 시리즈의 첫 번째 제품이다. 2010년 4월 3일 북미지역에서 첫 출시되었으며, 와이파이 전용 모델과 3G와 와이파이를 함께 쓸 수 있는 모델 두 가지가 제공된다. 대한민국에서는 2010년 11월 29일 KT와 애플을 통해 판매를 시작했다.

## 하드웨어
| 분류           | 내용 |
| -------------- | --- |
| 디스플레이     | 9.7인치 IPS LED 백라이트 LCD                                                                                        |
| 중앙 처리 장치 | Apple A4 1 GHz 싱글코어 [ FSB-100 MHz / 128KB 2차 캐시 메모리 ] (실제동작 클럭 - 1 GHz 작업량등에 따라 가변됨.)     |
| RAM            | 삼성 256MB ( 128MB X2 ) DDR SDRAM (A4 패키지에 내장)                                                                |
| 그래픽         | PowerVR SGX-535 그래픽스 200 MHz 코어 속도 / DirectX 9 / OpenGL 2.0 / Shader 3.0 1024x768 Pix 20 cm × 15 cm, 132ppi |
| 저장용량       | 16GB / 32GB / 64GB 플래시메모리                                                                                     |
| 무선네트워크   | 내장 802.11a/b/g/n과 블루투스 2.1 + EDR                                                                             |
| 3G 네트워크    | 7.2 Mbps/초 HSDPA, 3G 모델에 한해서 사용가능                                                                        |
| 운영 체제      | iOS 5.1.1 (출시 당시 아이폰 OS 3.2) iOS6 업그레이드는 램 문제 때문에 제외됨                                         |
| 배터리         | 내장 리튬이온폴리머 24.5 W·h (최대 10시간 사용)                                                                     |
| 기타           | 가속도계 & 나침반 A-GPS (Assisted GPS):듀얼 스피커(mono 출력), 3.5mm 마이크로폰, 30-핀 커넥터                       |
| 무게           | 680g(Wi-fi 모델), 730g(Wi-fi+3G 모델)                                                                               |
| 크기           | 가로 18.9 cm, 세로 24.2 cm, 두께 1.34 cm                                                                            |
| 다음 기종      | 아이패드 2 |

## 가격

### 북미
- 와이파이 : 16기가 499달러, 32기가 599달러, 64기가 699달러
- 와이파이+3G : 16기가 629달러, 32기가 729달러, 64기가 829달러[2]

### 대한민국
- 와이파이 제품

| 분류      | 16G     | 32G     | 64G     |
| --------- | ------- | ------- | ------- |
| 구매 가격 | 635,000 | 748,000 | 865,000 |

- 3G + 와이파이 제품

| 구분      | 16G 용량 | 32G 용량 | 64G 용량 |
| --------- | -------- | -------- | -------- |
| 구매 가격 | 650,000  | 790,000  | 920,000  |

## 발매

### 예약판매와 판매 직후
2010년 3월 13일 미국에서 예약 판매를 시작하였다. 업계의 엇갈린 반응과 달리 출시 첫날에만 약 12만대가 판매되었으며, 예약 판매로만 30만대가 팔린 것으로 집계되었다. 4월 말에는 영국과 일본, 호주, 캐나다, 프랑스, 독일, 이탈리아, 스페인, 스위스 등에서 판매가 될 예정이며, 대한민국의 출시 일정은 아직 잡히지 않았다. 한편, 아이패드의 와이파이+3G모델을 사용할 경우 통신사의 데이터 요금제 가입이 필수적인데 KT는 아이패드 도입을 적극적으로 추진할 방침이라고 밝힌 바 있다.
2010년 4월 3일 미국에서 정식으로 판매하기 시작하였다. 아이폰 발매때와 같이 이번에도 아이패드를 구입하기 위해 사람들이 밤새 줄을 서서 기다리는 진풍경이 벌어지기도 하였으며, 애플의 공동 창업자인 스티브 워즈니악도 같이 기다리는 모습을 보이기도 하였다. 당시 애플 CEO 스티브 잡스는 아이패드가 판매되는 한 매장에 깜짝 등장하여 놀라움을 주기도 하였다.
2010년 5월 29일, 호주와 캐나다, 일본, 유럽의 6개 국가등 처음으로 미국을 제외한 다른 국가들에서 판매가 시작되었다. 미국에서 아이패드가 발매되던 때와 마찬가지로 아이패드를 구입하려는 사람들이 줄을 서 밤을 세우기도 했다. 아이패드가 최초 발표되던 당시 아이패드의 성공 여부에 대한 전망이 엇갈렸지만, 미국과 해외 모두 출시 초기부터 뜨거운 반응을 얻어 아이패드의 성공이 가시화 되고 있다는 분석이 지배적이었다.

### 판매량
2010년 5월, 아이패드는 출시 28일만에 판매량 100만대를 돌파하였다. 스티브 잡스는 "아이패드 100만대 판매는 아이폰 100만대 판매까지 걸린 74일의 절반에도 못미치는 기간 동안 달성됐다"고 밝혔다. 또한 애플은 "아이패드 사용자들이 1200만개 이상의 애플리케이션을 다운로드했으며, 150만개 이상의 전자책을 내려 받았다"고 밝혔다.
2010년 5월 31일, 출시 59일만에 누적 판매량 200만대를 돌파하였다. 다수의 애널리스트들은 연말까지 500만대를 판매할 것으로 예상했으나, 2010년 후반기까지 인기가 사그라들지 않아 실제로는 이보다 훨씬 많은 1200만대까지 팔릴 것으로 전망이 바뀌었다. 경쟁사들이 태블릿 컴퓨터 발매를 계획했으나, 출시일이 미뤄지고, 아이패드에 대항할만한 기기가 나오지 않았다는 분석이 나오면서 아이패드의 인기는 2010년 이후까지 계속 이어질 것으로 전망됐다.
2011년 1월, 누적 판매량 1,479만대를 돌파하였다. 1분기(2010년 10~12월)동안 733만대를 판매하여 분기당 최고의 판매량을 기록했다.
2011년 3월 2일, 애플이 아이패드 2 이벤트에서 1,500만 대의 아이패드를 판매했다고 공식적으로 발표했다.

### 한국
한국은 2010년 11월 17일 예약판매를 통해 판매를 시작했다. 3G 16기가 모델이 784,000원으로, 아이패드보다 20만원 이상 저렴하게 출시됐다. 구매자는 애플샵에서 직접 구매하거나 KT에 2년 약정을 해야 하며, 기기는 할부로 구매할 수도, 일시불로 구매할 수도 있다. 3G 모델의 경우 일시불로 구매시 매월 데이터 요금만 지불하면 된다. 데이터 용량이 더 많은 4G 요금제를 선택할 경우 기기를 더 저렴하게 구매할 수 있다. 11월 19일까지 갤럭시탭의 판매량 25,000대보다 2배 이상인 45,000대 이상 팔렸다.

#### 반입 금지 논란
2010년 4월 14일 한국의 출시 일정이 불확실한 상황에서 아이패드를 구입하고자 하는 얼리어답터들은 구매대행 업체나, 직접 해외 주문을 통해 한국으로 반입하기도 하였다. 그러나 방송통신위원회는 '전자파 적합 인증을 받아야 반입할 수 있다'는 규정을 들며, 인증을 받지 않은 해외 배송은 불법이라고 규정하고 금지하기로 하였다. 처음에는 '해외 여행자 개인이 사용할 목적으로 1개만 반입할 경우 합법'이라고 하였으나, 이후에 말을 바꿔 '인증을 받지 않은 제품은 무조건 불법'으로 규정하였으며, 형식등록 과정에서 설계도면과 상세부품 목록을 제공해야 하기 때문에 사실상 개인적으로 한국내 반입은 불가능해지기도 하였다.
아이패드의 반입을 금지하던 당시 유인촌 문화부 장관이 아이패드를 이용하여 브리핑을 하여 '불법 반입'논란이 일던 가운데 누리꾼들은 유인촌을 위법행위로 신고하기도 하는 등 반발이 일었다. 4월 27일 방송통신위원회는 이러한 반발 여론을 의식하여 5월부터 비상업적 목적에 한해서 개인인증 없이 사용 가능하도록 규정을 변경 할 것이라고 밝혔다. 유인촌이 아이패드를 사용한 점을 의식해서 방통위가 규정을 갑자기 바꾼 듯한 상황이 연출되었기 때문에 유인촌이 아이패드 반입을 허용하게 해주었다는 점을 풍자하는 의미로 누리꾼들은 유인촌을 문익점과 섞어 '문익촌'이라고 부르기도 하였다.